# Fusang

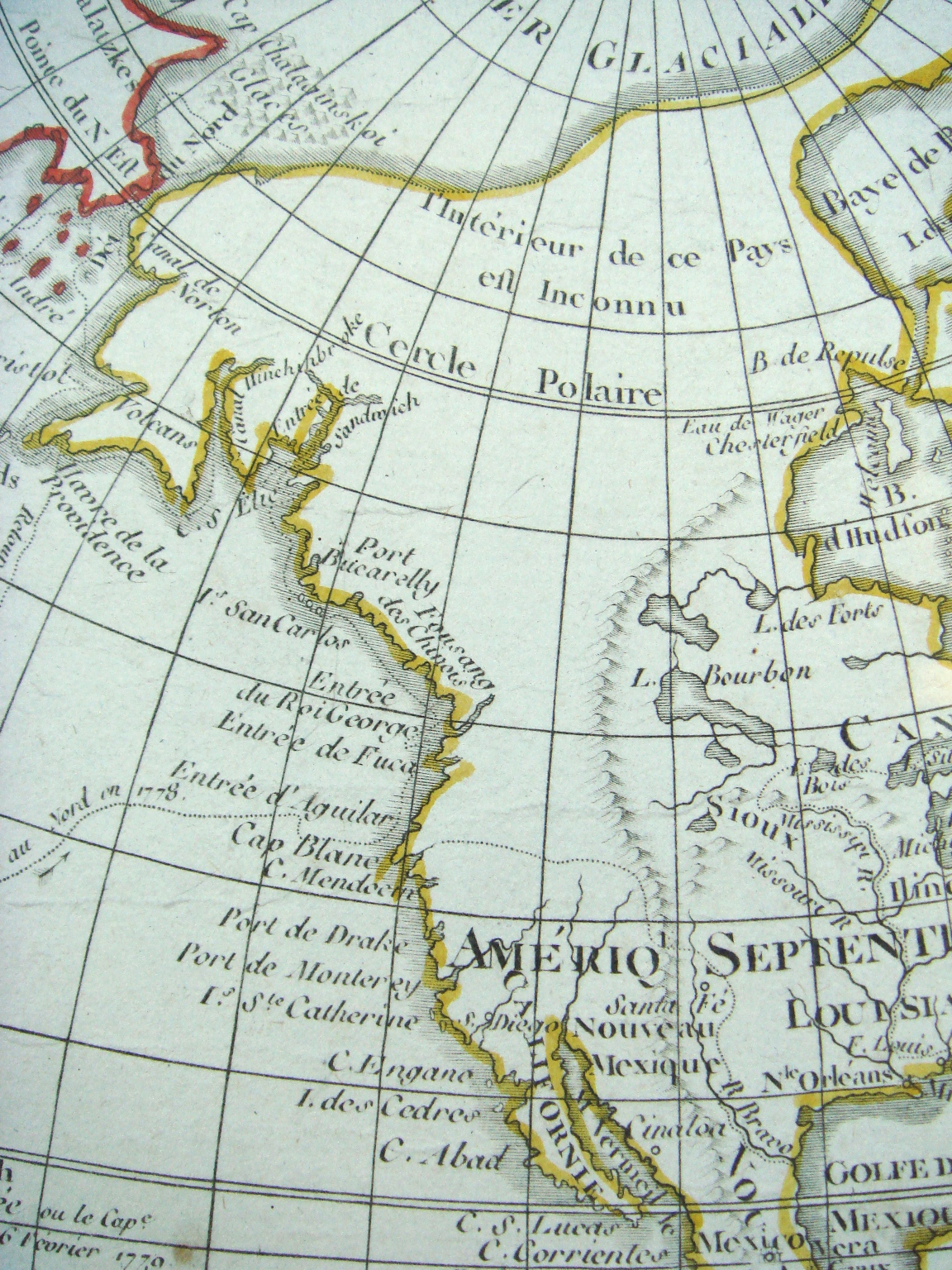
Mention du Fusang, « Fousang des Chinois », sur une carte française de 1792, dans les environs de la Colombie-Britannique contemporaine

Fusang (chinois : 扶桑 ; EFEO : Fou-sang) est un pays décrit en 499 par le missionnaire bouddhiste chinois Hui Shen (慧深, Houei Chen ; prononciation japonaise : Kei-shin)  comme un endroit situé à 20 000 li à l'est de la Chine par la mer, donc à 1 500 ou 10 000 km, selon la définition de li. Hui Shen a navigué jusqu'en Fusang et ses descriptions sont relatées dans le Livre des Liang (histoire de la dynastie Liang) de Yao Silian (VIIe siècle).
Certaines interprétations font du Fusang le Japon, d'autres, l'Amérique.

## Origine du nom
Le nom Fusang désigne dans l'ancienne mythologie chinoise (Classique des monts et des mers) un arbre situé au-delà de la mer orientale. Les dix « corbeaux d'or » (金烏 / 金乌, tsin-wou, « soleils »), fils de la déesse Xihe (羲和, Si-hö) y résident. Chaque jour un soleil s'élève, traverse le ciel et va se reposer sur un autre arbre situé à l'ouest, Ruomu (若木, Jo-mou). Fusang est utilisé dès les Han occidentaux (Huainanzi) pour désigner une terre inconnue à l'est des côtes chinoises et représente le Japon dans certains poèmes.